# Fort de Vaujours
 (mars 2014).
Le fort de Vaujours, situé sur les communes de Courtry (Seine-et-Marne) et Vaujours    (Seine-Saint-Denis), est un des forts construits à la fin du XIXe siècle pour défendre Paris. Le fort est ensuite devenu un centre de recherches du Commissariat à l'énergie atomique (CEA). Celui-ci ferma ses portes en 1997.
En 2015, Placoplatre, filiale du groupe Saint-Gobain veut en faire une carrière de gypse à ciel ouvert, un projet contre lequel s'insurgent les associations de riverains.

## Histoire

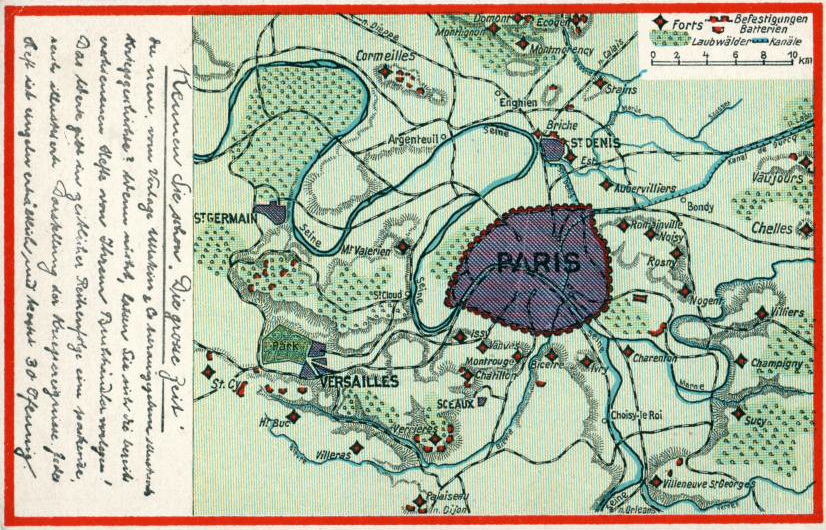
Première Guerre mondiale I Carte postale, montrant les défenses de Paris.

En 1870, la France était en partie occupée par l'Armée prussienne. En conséquence de cette défaite, le système Séré de Rivières de fortifications fut planifié et construit pour défendre Paris. Au total, dix-huit forts, cinq redoutes et 34 batteries furent construits autour de Paris entre 1874 et 1881.
La construction démarra en 1876 à partir d'un fort pentagonal doté de 48 pièces d'artillerie et d'une garnison de 691 soldats. La construction fut terminée en 1882. Le fort fut modernisé en 1911 avec une tourelle mitrailleuse et une tourelle Mougin de deux canons de 155 mm. Le fort de Vaujours est unique par son association de deux annexes connectées par un chemin couvert vers le fort central.
Le fort formait un rectangle, entouré par la rue des remparts (sorte de douve) interrompue par la caponnière d'entrée qui en assurait la défense.
L'armement principal du fort fut une paire de canons de 155 mm en une tourelle Mougin. La tourelle est toujours en place, mais les canons ont été enlevés,.
Le fort est un terrain d'entrainement de l'armée pendant la Première Guerre mondiale.
Au tout début de la Seconde Guerre mondiale, lors de la Drôle de guerre, le fort est utilisé à compter du 19 décembre 1939 par le gouvernement Daladier comme camp d’internement pour les repris de justice et les gens sans aveu mobilisables,.
Les baraquements du fort brûlent en 1944 de la faute des occupants. En 1947 la poudrerie de Sevran utilise les lieux après le départ des Allemands.

## Utilisation par le Commissariat à l’énergie atomique
À partir de 1955, le site fut occupé par le CEA comme centre de recherches, celui-ci modifia considérablement le fort et ses environs. Le CEA y a mis au point le détonateur de la première bombe atomique française : gerboise bleue.
Le CEA y conduisit des essais pyrotechniques, utilisant des tubes à chocs et appareils divers pour étudier les ondes de choc à haute pression dans l'uranium.
Le CEA y a conduit des tirs froids portant sur un total de 600 kg d'uranium naturel, dont environ 150 kg avaient été dispersés autour du fort, jusqu'à parfois un kilomètre.
La plus grosse partie en a été récupérée lors des opérations d'assainissement en 2002, mais du fait de la dispersion, le CEA ne peut assurer l'absence de tout marquage résiduel.
Le centre de Vaujours ferma ses portes en 1997.
Le CEA proposa la propriété à la vente à Saint-Gobain, mais des inquiétudes concernant les contaminations radioactives ont ralenti les tractations.
En 2010, la majeure partie du site (45 hectares) est rachetée à l’État français (CEA et ministère de la Défense) par la société BP Placo (Placoplâtre, filiale du groupe Saint-Gobain). Cet industriel désire y réaliser une carrière de gypse à ciel ouvert. Ce projet implique à terme la destruction du fort de Vaujours, à part la batterie sud en bon état.
La zone de soutien, bureaux (à l'entrée du site) sont acquis par la communauté d'agglomération de Marne et Chantereine (CAMC – Chelles, Courtry, Vaires-sur-Marne, Brou-sur-Chantereine) en 2012.
Le 4 avril 2013, à la demande des nouveaux propriétaires, les conseillers municipaux de la ville de Courtry ont voté à l'unanimité la  révision du Plan Local d'Urbanisme  afin de permettre la réalisation de ces projets.
En 2015, La CAMC, Propriétaire de la zone de soutien, « appelle Placoplatre à l’aide » et propose de lui vendre ses 16 ha de terrain. En effet, faute de moyens, la CAMC ne peut prendre en charge la démolition et le traitement des pollutions résiduelles du site ni en assurer le gardiennage pour éviter l’intrusion de personnes.

## Marquage radioactif du site
La zone de près de 50 hectares couverte par le CEA, s’étendant principalement sur la commune de Courtry (Seine-et-Marne), reste aujourd'hui marquée par de l'uranium naturel et appauvri.
La DRIRE reconnaît une contamination résiduelle par des substances radioactives et pyrotechniques[réf. nécessaire], dénoncée par une association écologiste locale.
À la suite d'un long combat politico-associatif mené de 2000 à 2002, le CEA a accepté que la CRIIRAD (Commission de Recherche et d'Information Indépendantes sur la Radioactivité) réalise une étude des  pollutions radioactives du site. En 2002, la CRIIRAD émet une alerte sur ce qu'elle estime être « l’importance de la pollution du site », qui aurait été constatée au travers de quelques mesures exploratoires.
À la suite de ce rapport (qui n’était pas une cartographie radiométrique complète), le CEA a fait réaliser par SUBATECH une décontamination limitée du site en surface autour des zones marquées radiologiquement et signalées par la CRIIRAD.
Par la suite, la CRIIRAD a émis de très nombreuses réserves à la suite de ces opérations limitées de nettoyage, des réserves qui ont « été très appuyées auprès de tous les acteurs », dixit Bruno Chareyron, responsable du laboratoire de la CRIIRAD. Le rapport de 2002 (rapport CRIIRAD] - Dossier Vaujours / Synthèse et recommandations de la CRIIRAD du 17 septembre 2002)[réf. nécessaire] exprime la nécessité du point de vue de la CRIIRAD d’un dépistage plus approfondi du site (chapitre 3.2, page 10).
En 2011, compte tenu de l'interrogation des écologistes des communes environnantes sur la contamination potentielle des sols, la CRIIRAD et les associations de protection de l'environnement concernées demandent que le fort fasse l'objet d'une nouvelle expertise indépendante avant toute autorisation d'exploitation du site. Le « point chaud » identifié par les associations en 2011 est confirmé en 2014 par une nouvelle mesure de l'ACRO, la CRIIRAD et l'IRSN relevant: « un niveau de rayonnement 10 à 20 fois supérieur au niveau naturel dans une casemate. »
En particulier une mesure réalisée par la CRIIRAD a indiqué 3 μSv/h dans une des casemates. Ce débit de dose reste extrêmement faible : à ce niveau, une exposition continue pendant 3,8 ans conduirait à dépasser le NOAEL des rayonnements ionisants sur l'homme (soit 100 mSv). L’ASN précise cependant que ces mesures ponctuelles « ne peuvent pas être considérées comme représentatives de l'ensemble du site » et appelle Placoplâtre à « mettre en œuvre les mesures adaptées pour protéger les travailleurs ».
En 2014, 25 bâtiments sont détruits, mais le processus est interrompu en raison de la présence d'une pollution radioactive. Ils reprennent mi-2015 avec l'aval de l'ASN. Les élus locaux dénoncent le fait que le protocole des travaux ne leur ait pas été soumis et que Placoplâtre puisse effectuer un autocontrôle.

## Accès
L’accès au site n’est plus possible qu’aux seules personnes officiellement autorisées sur la parcelle Placo, ceci afin de ne pas exposer le public aux multiples dangers présents sur cet ancien terrain militaire, l’autre partie est à l’abandon à part la Batterie Sud entretenue par une Association.

## Batteries
- Les batteries du fort de Vaujours sont situées au nord et sud du fort central, connectées par un chemin couvert.
- La batterie nord était occupée par 162 soldats avec six mitrailleuses sur casemates
- La batterie sud avait aussi six emplacements d'armes.
- La batterie nord a été très endommagée par La Poudrerie de Sevran, le SNPE et le CEA
- la batterie sud est en très bon état et possède des parties modernes ce qui en fait un condensé de l’histoire du lieu, celle ci est gérée par une association avec le but d’en refaire un musée (entre autres)[19].

## Filmographie
- Pollution des sols, le scandale caché, documentaire, 2014[20]
- Kamikazes de Vaujours, Les apprentis sorciers du Nucléaire, 2015